# Hemsjön (Gamleby socken, Småland)
Hemsjön är en sjö i Västerviks kommun i Småland och ingår i Storån-Botorpsströmmens kustområde. Sjön har en area på 0,11 kvadratkilometer och ligger 27,5 meter över havet.

## Delavrinningsområde
Hemsjön ingår i det delavrinningsområde (642226-153235) som SMHI kallar för Namn saknas. Medelhöjden är 45 meter över havet och ytan är 18,6 kvadratkilometer. Räknas de 5 avrinningsområdena uppströms in blir den ackumulerade arean 72,39 kvadratkilometer. Avrinningsområdets utflöde mynnar i havet. Avrinningsområdet består mestadels av skog (44 procent), öppen mark (15 procent) och jordbruk (35 procent). Avrinningsområdet har 0,11 kvadratkilometer vattenytor vilket ger det en sjöprocent på 0,6 procent. Bebyggelsen i området täcker en yta av 0,71 kvadratkilometer eller 4 procent av avrinningsområdet.